# Col des Ares

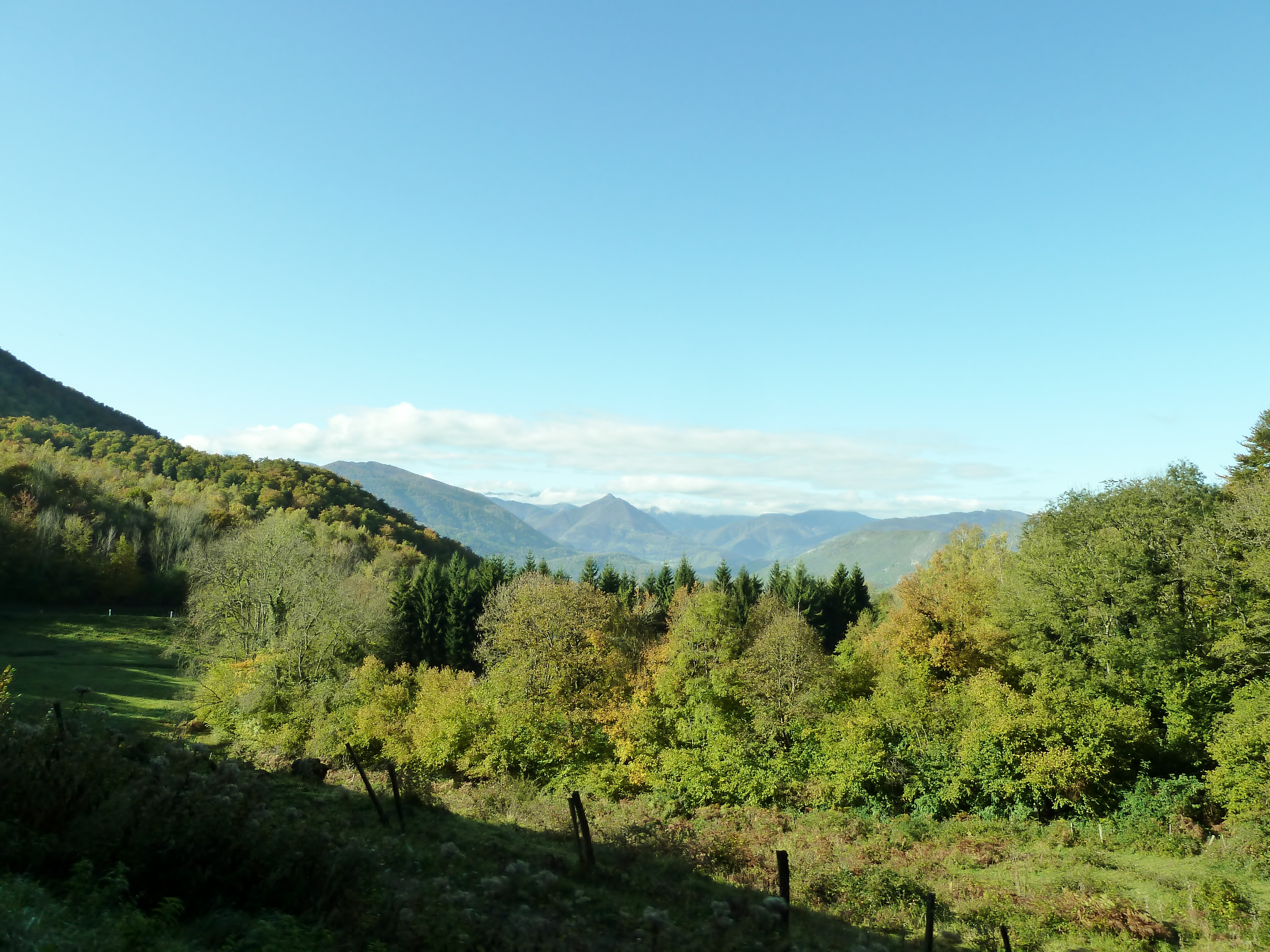
Gezicht vanaf de Col des Ares

De Col des Ares is een bergpas gelegen in de Franse Pyreneeën, in het departement Haute-Garonne. De bergpas is vooral bekend geworden vanwege de Ronde van Frankrijk.

## Ronde van Frankrijk
De Col des Ares werd in 1910 voor het eerst opgenomen in het programma van de Ronde van Frankrijk. Octave Lapize was als eerste op de top. Nadien werd de beklimming meerdere malen opgenomen in de Tour. Hieronder een overzicht vanaf 1947.
| Jaar | Etappe | Categorie | Start              | Finish                     | Leider op de top   |
| ---- | ------ | --------- | ------------------ | -------------------------- | ------------------ |
| 2017 | 12     | 2         | Pau                | Peyragudes                 | Thomas De Gendt    |
| 2014 | 16     | 3         | Carcassonne        | Bagnères-de-Luchon         | Thomas Voeckler    |
| 2012 | 17     | 2         | Bagnères-de-Luchon | Peyragudes                 | Thomas Voeckler    |
| 2010 | 15     | 2         | Pamiers            | Bagnères-de-Luchon         | Thomas Voeckler    |
| 2008 | 9      | 3         | Toulouse           | Bagnères-de-Bigorre        | Sebastian Lang     |
| 2006 | 12     | 2         | Bagnères-de-Luchon | Carcassonne                | Michael Rasmussen  |
| 2004 | 13     | 3         | Lannemezan         | Plateau de Beille          | Sylvain Chavanel   |
| 1999 | 15     | 2         | Saint-Gaudens      | Piau-Engaly                | Mariano Piccoli    |
| 1997 | 10     | 3         | Bagnères-de-Luchon | Andorra                    | Laurent Brochard   |
| 1989 | 11     | 3         | Bagnères-de-Luchon | Blagnac                    | Gert-Jan Theunisse |
| 1984 | 11     | 3         | Pau                | Guzet-Neige - Saint-Girons | Theo de Rooij      |
| 1981 | 6      | 3         | Saint-Gaudens      | Saint-Lary-Soulan          | Bernard Becaas     |
| 1972 | 9      | 3         | Bagnères-de-Luchon | Colomiers                  | Christian Raymond  |
| 1968 | 14     | 2         | Seo de Urgel       | Canet-Plage                | Franco Bitossi     |
| 1966 | 11     | 3         | Pau                | Bagnères-de-Luchon         | Joaquim Galera     |
| 1964 | 15     | 3         | Toulouse           | Bagnères-de-Luchon         | Joaquim Galera     |
| 1963 | 12     | 3         | Bagnères-de-Luchon | Toulouse                   | Rik Van Looy       |
| 1962 | 14     | 3         | Bagnères-de-Luchon | Carcassonne                | André Darrigade    |
| 1961 | 16     | 3         | Toulouse           | Luchon-Superbagnères       | Imerio Massignan   |
| 1956 | 13     | 3         | Bagnères-de-Luchon | Toulouse                   | Bruno Monti        |
| 1952 | 17     |           | Toulouse           | Bagnères-de-Bigorre        | Groep              |
| 1951 | 15     |           | Bagnères-de-Luchon | Carcassonne                | José Serra         |
| 1948 | 8      |           | Lourdes            | Toulouse                   | Jean Robic         |
| 1947 | 14     |           | Carcassonne        | Bagnères-de-Luchon         | Albert Bourlon     |

Van 1947 tot 1952 werd kreeg de klim geen categorie toegewezen.